# Département Guéni
Das Département Guéni ist ein Département im Südwesten des Tschad. Es liegt im nördlichen Teil der Provinz Logone Occidental, die Hauptstadt ist Krim Krim. Beim Zensus im Jahr 2009 wurden 94.529 Einwohner gezählt.

## Verwaltungsuntergliederung
Das Département ist in vier Unterpräfekturen unterteilt:
- Krim Krim
- Bao
- Bémangra
- Doguindi